# Loachapoka, Alabama
Loachapoka là một thị trấn thuộc quận Lee, tiểu bang Alabama, Hoa Kỳ. Dân số năm 2009 là 162 người, mật độ đạt 55 người/km².